# Apamea grisescens
Apamea grisescens là một loài bướm đêm trong họ Noctuidae.